# Moltkestraße (Karlsruhe)
Die Moltkestraße ist eine Innerortsstraße in Karlsruhe. Sie bildet einen vom Schlossturm des Karlsruher Schlosses ausgehenden Strahl fast genau nach Westen, der bis zum Burgunderplatz geradlinig verläuft und dann nach Nordwesten abbiegt. Historisch bildete die Straße auf weite Strecken die Grenze zum Hardtwald. Die Bebauung auf der Nordseite blieb lange Zeit spärlich und umfasste zunächst nur die geraden Hausnummern bis 24. Erst 1995 erfolgte eine Neunummerierung der Nordseite, nunmehr mit Hausnummern bis 152.
Die Straße, zuvor Mühlburger Allee, wurde 1888 nach Helmuth Graf von Moltke benannt. Heute erinnert sie auch an den 1945 hingerichteten Widerstandskämpfer Helmuth James Graf von Moltke.

## Verlauf

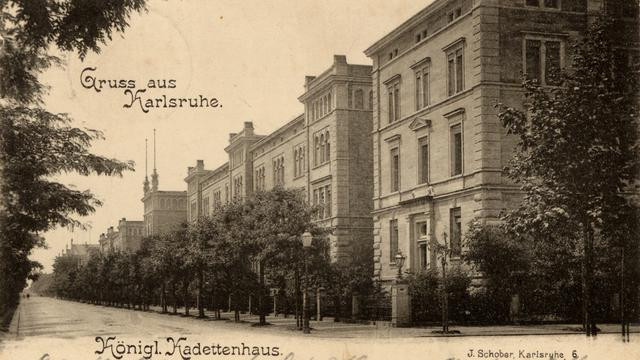
Das Kadettenhaus (1901)

Die Moltkestraße verbindet als Teil des Karlsruher Fächersystems den Schlossgarten mit dem westlich gelegenen Stadtteil Knielingen, zu dem hin sie durch die Siemensallee fortgesetzt wird. Die Achse der Straße verläuft zunächst als westlicher Strahl des Radialsystems um gut 4° aus der Ost-West-Achse versetzt ausgehend vom Schlossturm durch den Schlossgarten bis zum westlichen Schlossgartentor. Dort beginnt die Moltkestraße in Verlängerung dieser Achse an der Hans-Thoma-Straße, die hier in die Willy-Brandt-Allee (früher Südteil der Linkenheimer Landstraße) übergeht. An der südwestlichen Ecke zur Hans-Thoma-Straße befindet sich der Gedenkstein für die im April 1977 hier erschossenen Generalbundesanwalt Siegfried Buback und seine zwei Begleiter Göbel und Wurster. Auf der linken Straßenseite liegt an der Stelle des früheren Kadettenhauses das frühere Generalkommando des XIV. Armeekorps, heute Versorgungsanstalt des Bundes und der Länder (VBL), die sich auf die gegenüberliegende Straßenseite erweitert hat. Jenseits der Wörthstraße schließt sich auf der linken Straßenseite ein Gebäudekomplex der katholischen Kirche an, es folgt das St.-Dominikus-Gymnasium. Gegenüber liegt die Mensa Moltke (errichtet 2007 von Jürgen Mayer H.). Jenseits der Seminarstraße folgen zwei Gebäude der Pädagogischen Hochschule, darunter das monumentale Haus 3 aus dem Jahr 1891. Auf der rechten Straßenseite liegen etwas zurückgesetzt jenseits der Engländerplatzes die Jugendherberge und das Jugendhaus. Nach Westen schließen sich die Gebäude der Hochschule Karlsruhe – Technik und Wirtschaft (frühere Fachhochschule) an.
Die Straße kreuzt hier den Zug der von Süden kommenden Reinhold-Frank-Straße, die nördlich in den Adenauerring übergeht, der den Schlossbezirk halbkreisförmig nördlich umgeht. Auf der Südseite liegen westlich der Ecke Reinhold-Frank-Straße (frühere Westendstraße) die Gebäude der ab 1887 von Josef Durm errichteten ehemaligen Kunstgewerbeschule (jetzt Staatliche Akademie der Bildenden Künste Karlsruhe). Weiter westlich kreuzt im Zug der von Süden kommenden Riefstahlstraße und der Erzbergerstraße die Straßenbahnlinie 3 (Nordstadtbahn) die Moltkestraße. Daneben steht das seit 2008 leerstehende Stationsgebäude des ehemaligen Kasernenbahnhofs der Bahnstrecke Mannheim–Karlsruhe, die hier bis 1913 die Moltkestraße kreuzte (Nr. 31a). Noch weiter westlich liegt an der Nordseite die 1890/91 von Rühle von Lilienstern und Hellwich errichtete ehemalige Kadettenanstalt (Hausnr. 50), jetzt Oberfinanzdirektion, eine Abfolge von langgestreckten Gebäuden mit später aufgestockten Zwischenbauten. Im Westen folgt die ehemalige Grenadierkaserne (jetzt Behördenzentrum Grenadierkaserne, Nr. 66–84, mit Polizei- und Zolldienststellen, dem Landesdenkmalamt und dem Leibgrenadierdenkmal 1870/71).
An der Kreuzung mit der Blücherstraße (südlich) und ihrer nördlichen Verlängerung, der Franz-Lust-Straße, schwenkt die Straßenbahnlinie 2 in die Moltkestraße ein, die ihr bis zu ihrem Ende folgt und sich in der Siemensallee fortsetzt. Auf der Nordseite der Straße folgt das Städtische Klinikum Karlsruhe. Der geradlinige Verlauf endet nach kurzem weiterem Verlauf am Burgunderplatz. Hier schwenkt die Moltkestraße nach Nordwesten aus. Im weiteren Verlauf liegt an der Nordostseite die Erich-Kästner-Schule in der ehemaligen Neuen Artilleriekaserne. An der Kreuzung mit der Hertzstraße geht die Straße in die Siemensallee über, die durch ein großes Gewerbegebiet in den Stadtteil Knielingen führt.

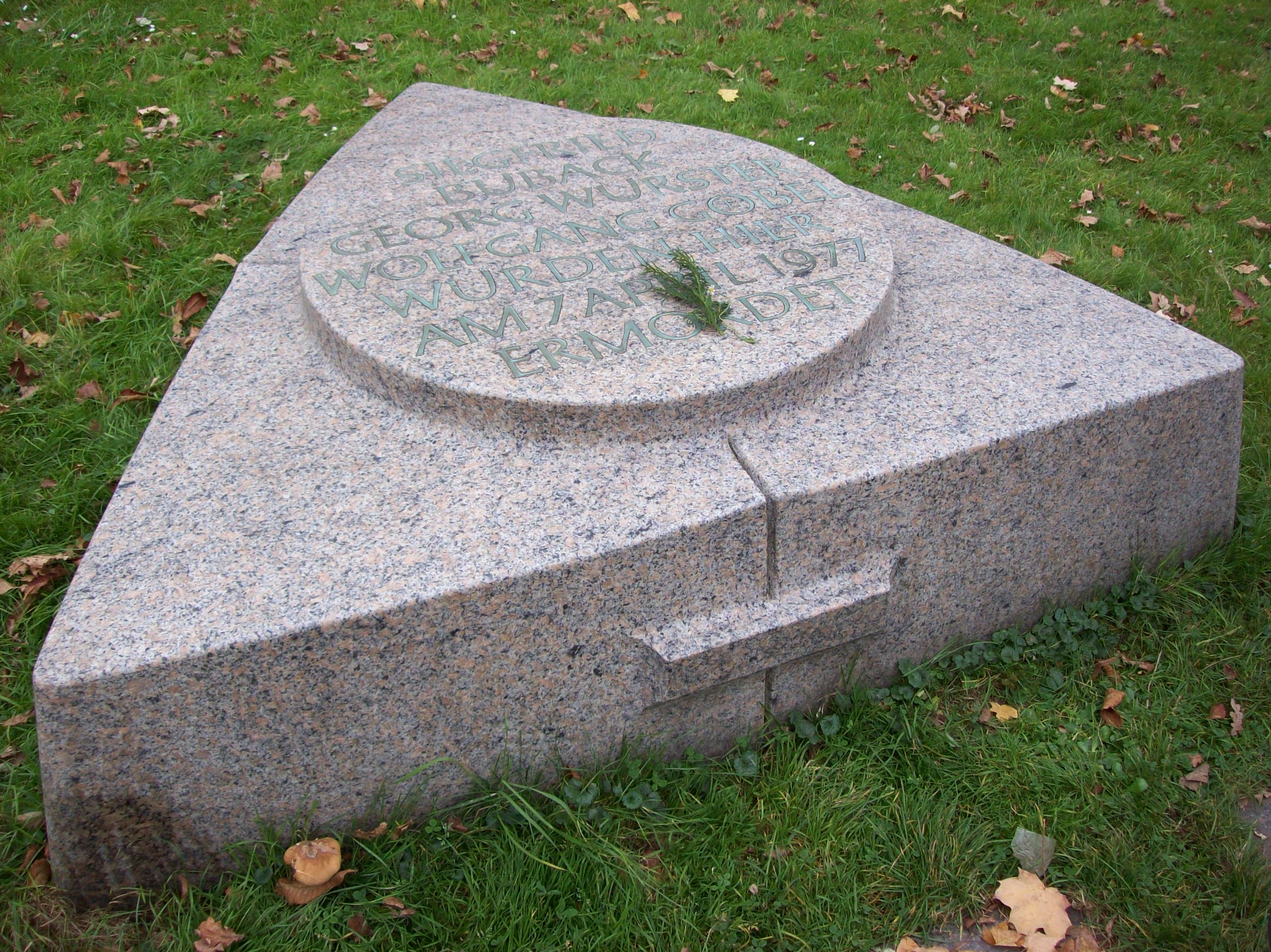
Gedenkstein für Siegfried Buback und seine Begleiter
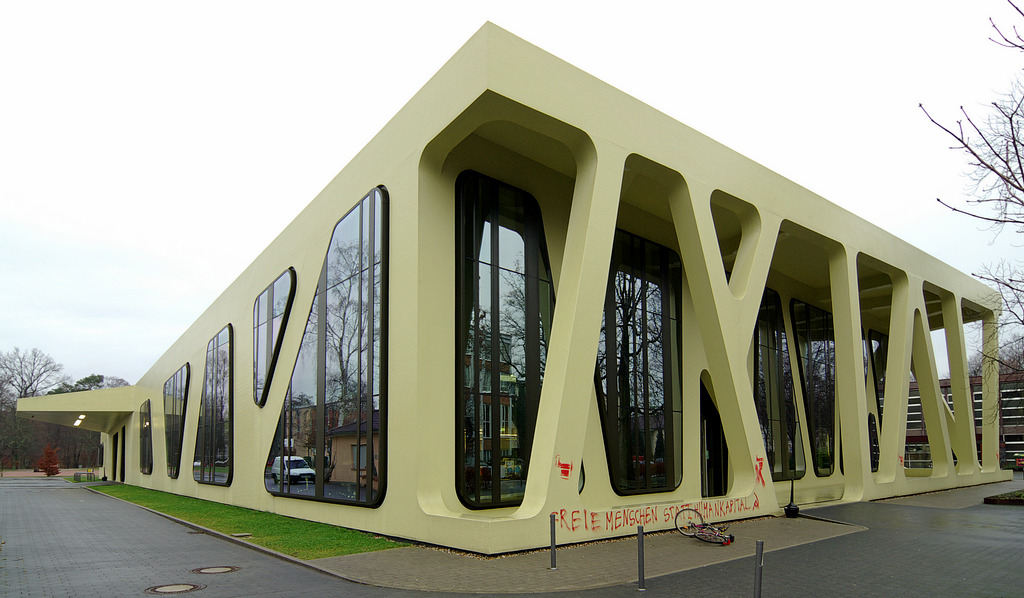
Mensa Moltke (Aufnahme 2009)
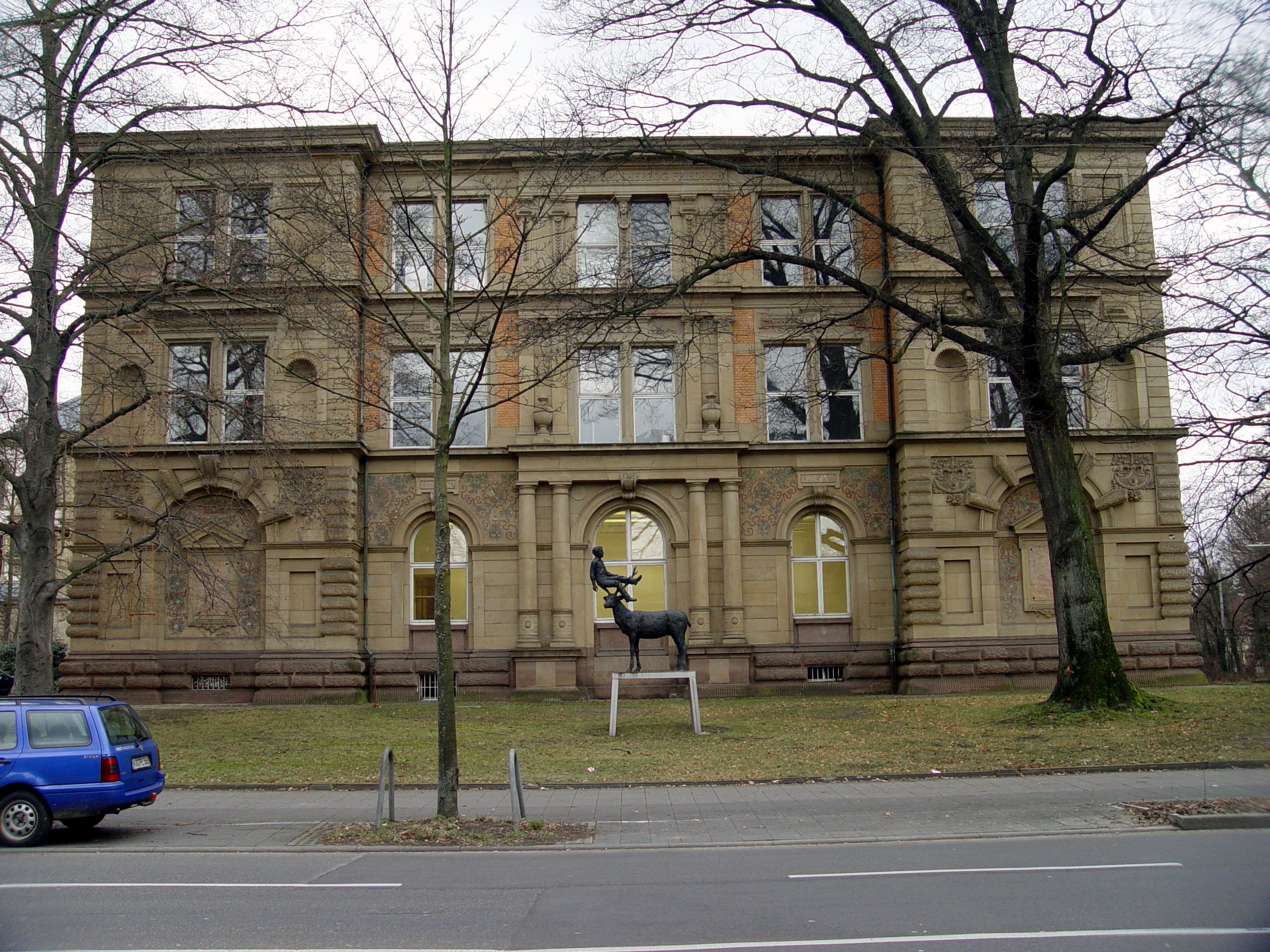
Kunstakademie
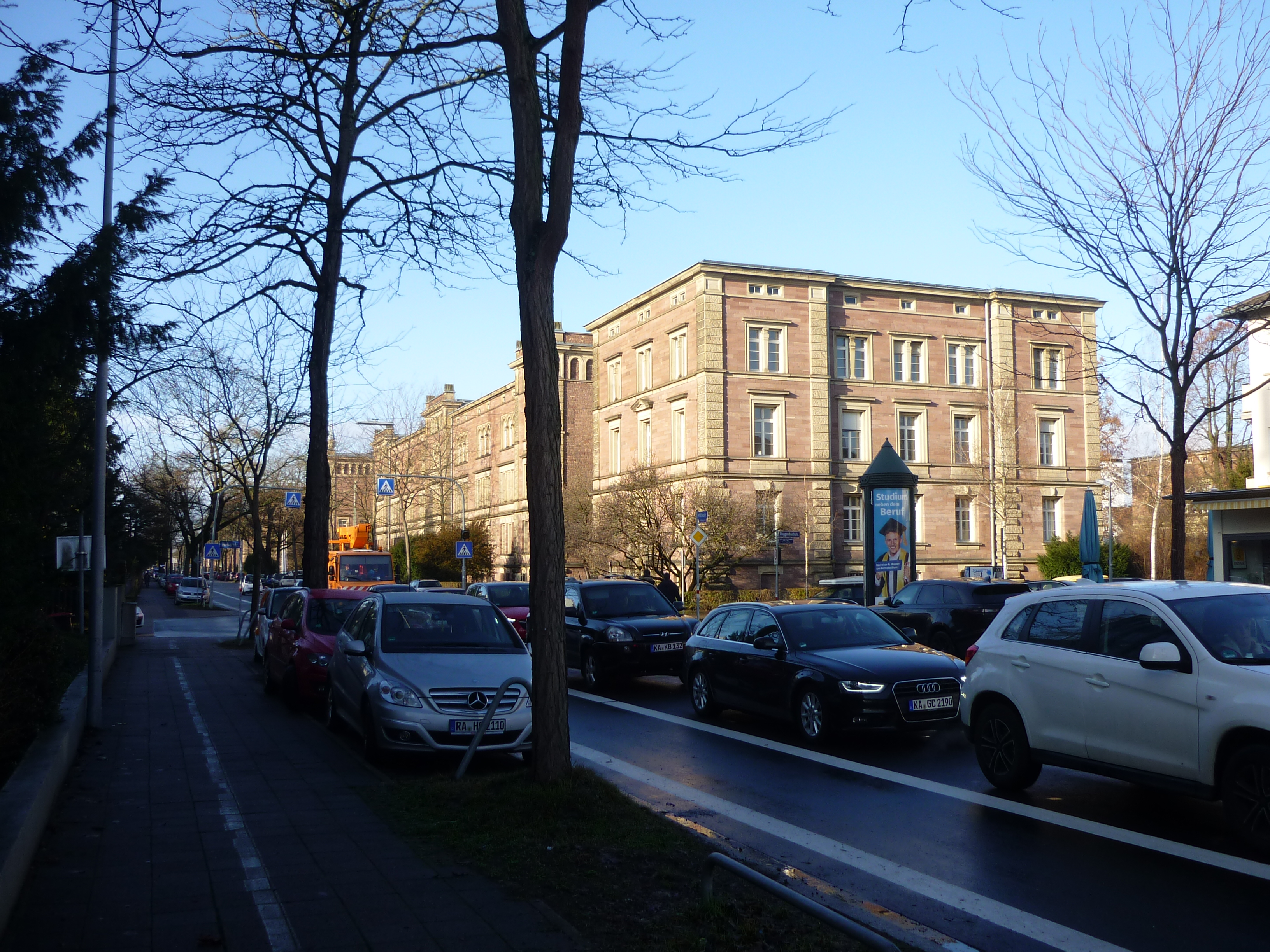
Oberfinanzdirektion (frühere Kadettenanstalt) von Osten
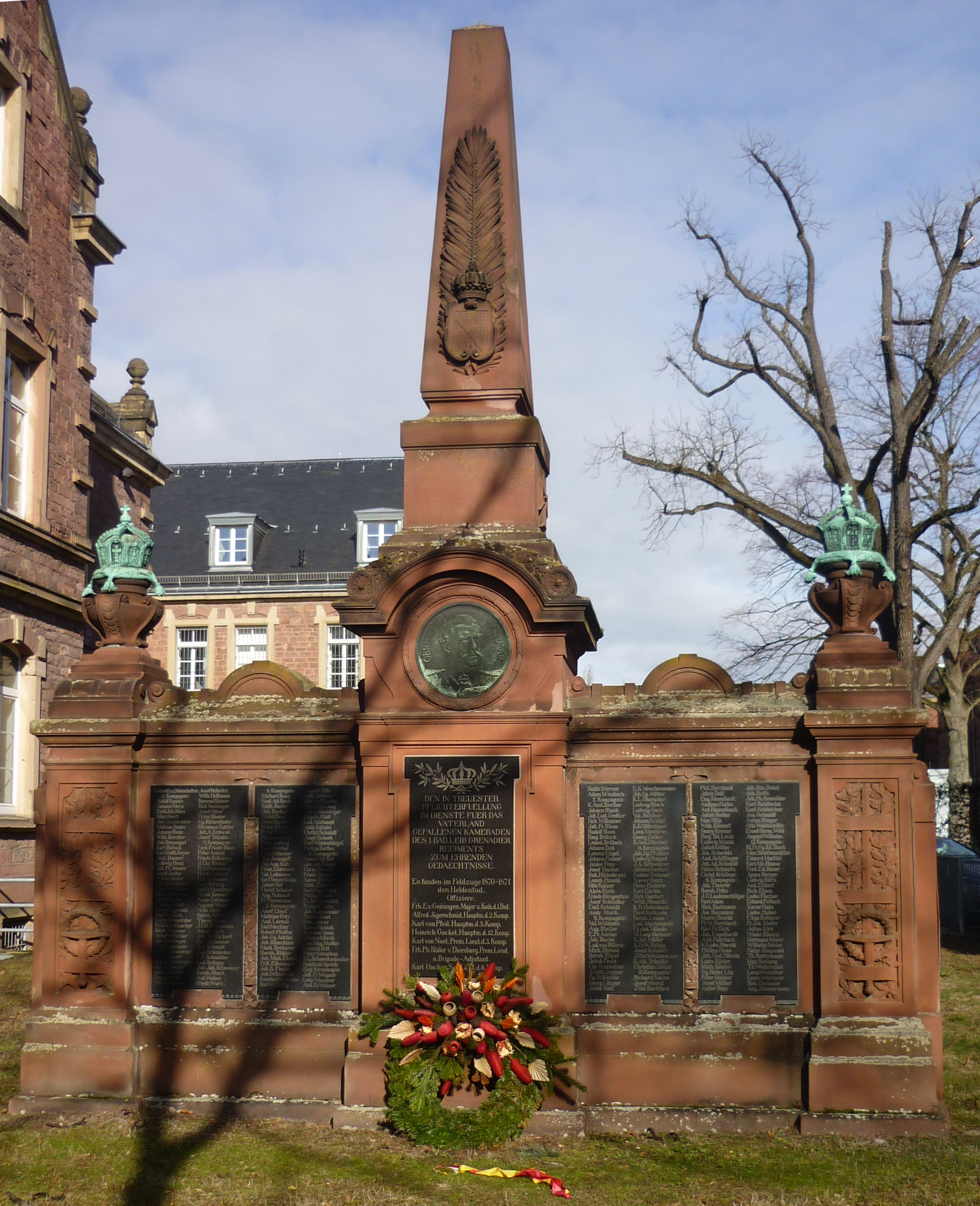
Leibgrenadierdenkmal 1870/71
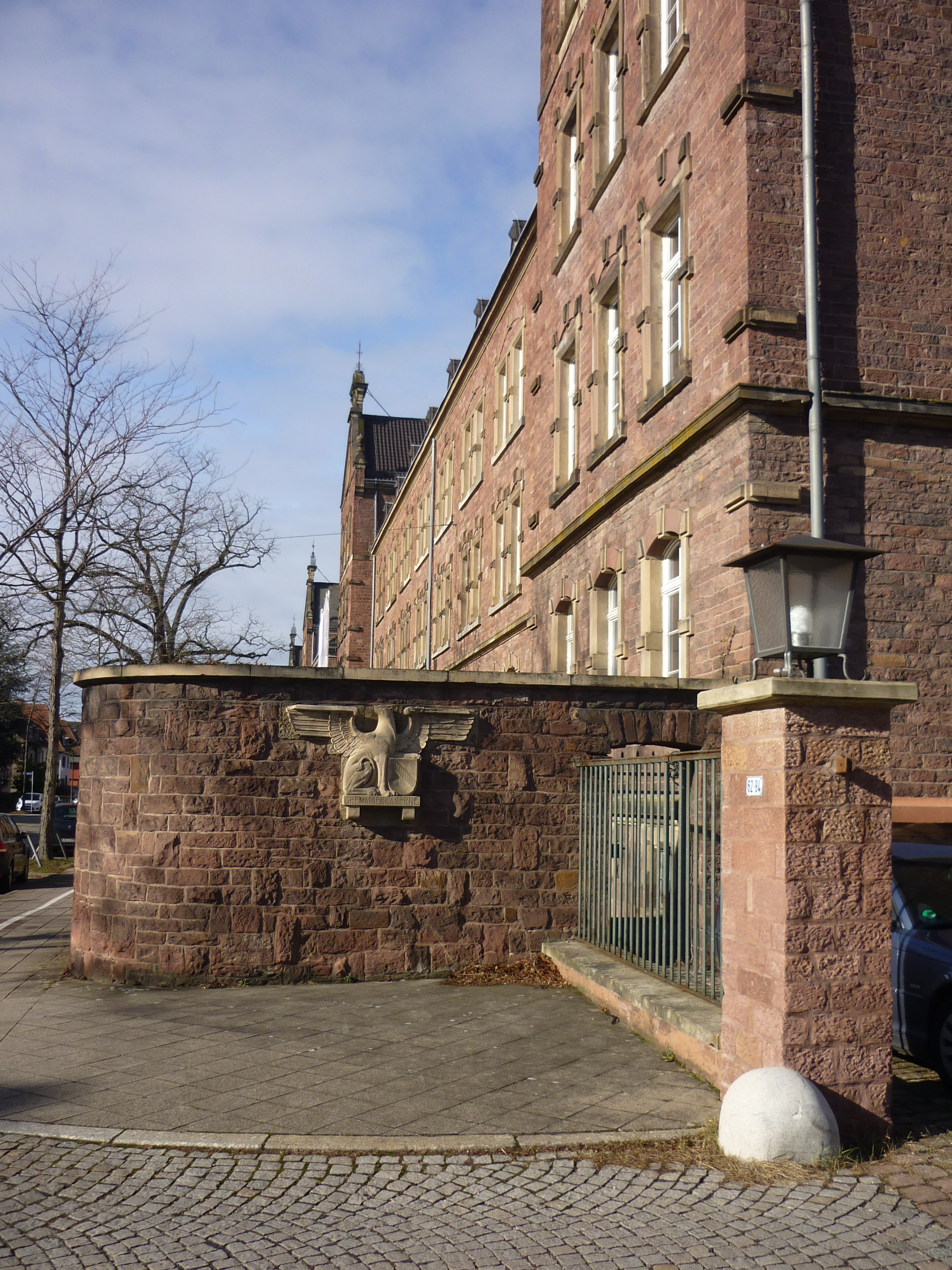
ehem. Grenadierkaserne
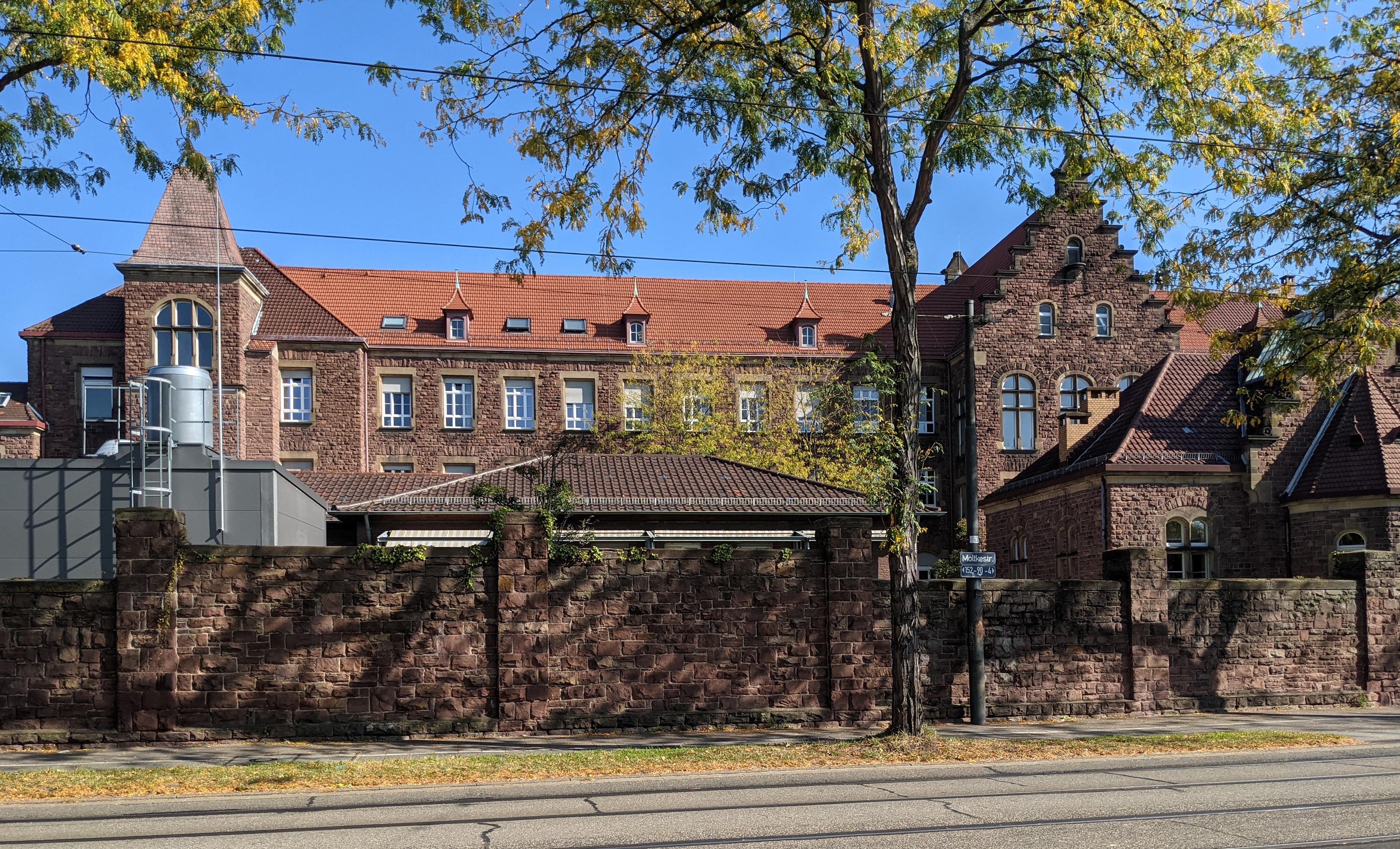
Städtisches Klinikum Karlsruhe